# حافة راجح (الرضمة)

تعديل مصدري - تعديل

حافة راجح محلة تابعة لقرية الكتبة، التابعة لعزلة بني قيس بمديرية الرضمة إحدى مديريات محافظة إب في الجمهورية اليمنية.، بلغ تعداد سكانها 123 حسب تعداد اليمن لعام 2004.